# Padre Roque Valiati

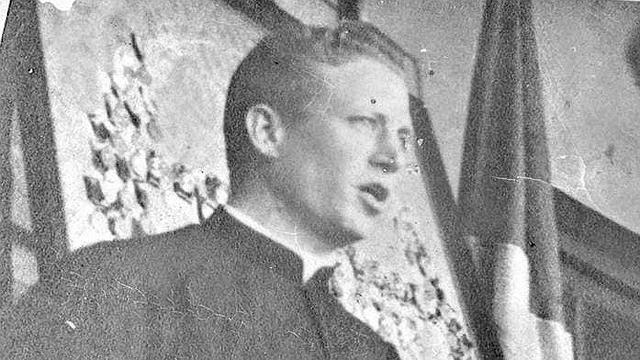
Padre Roque Valiati

As instituições religiosas enviavam seus missionários para prestar assistência religiosa aos pioneiros nos tempos inicias da construção de Brasília. O Padre Salesiano Roque Viliati Baptista atuou com grande destaque por 37 anos na região da Cidade Livre e Novacap (atual Núcleo Bandeirante) até seu falecimento em 1994.
Pe. Roque, como ficou conhecido, era uma figura caricata: muito branco,alto, rígido na aplicação dos valores da Igreja, benquisto pelos fiéis e comunidade.

## Biografia

### Infância
Roque Viliati Baptista nasceu em 15 de agosto de 1918 na cidade Iconha, no estado do Espírito Santo. Filho de Inocêncio Viliati Baptista com Maria Zondomeneghi, uma família de imigrantes italianos, Pe. Roque tinha outros 12 irmãos (8 homens e 4 mulheres).
Os valores da família se pautavam nas tradições dos colonos italianos: a fé católica, a obediência, o valor do trabalho e o amor à terra, fonte de alimentos quando trabalhada com dedicação. Uma infância em torno de uma grande família: pobre, fervorosa e dedica ao serviço na roça

### Formação e sacerdócio
Aos 12 anos de ida, Roque foi enviado para um colégio salesiano para estudar. Em 1932 foi para Lavrinhas, interior de São Paulo, para iniciar sua formação como padre. Em 1938 iniciou seu noviciato no Instituto do Coração Eucarístico em São Paulo; entre Lavrinhas e São Paulo concluiu o curso de Filosofia. Em 1944 começou o curso de teologia, quando foi admitido para a formação sacerdotal definitiva na Congregação Salesiana.

"Eu saí da roça aos 12 anos com a intenção de ser padre"

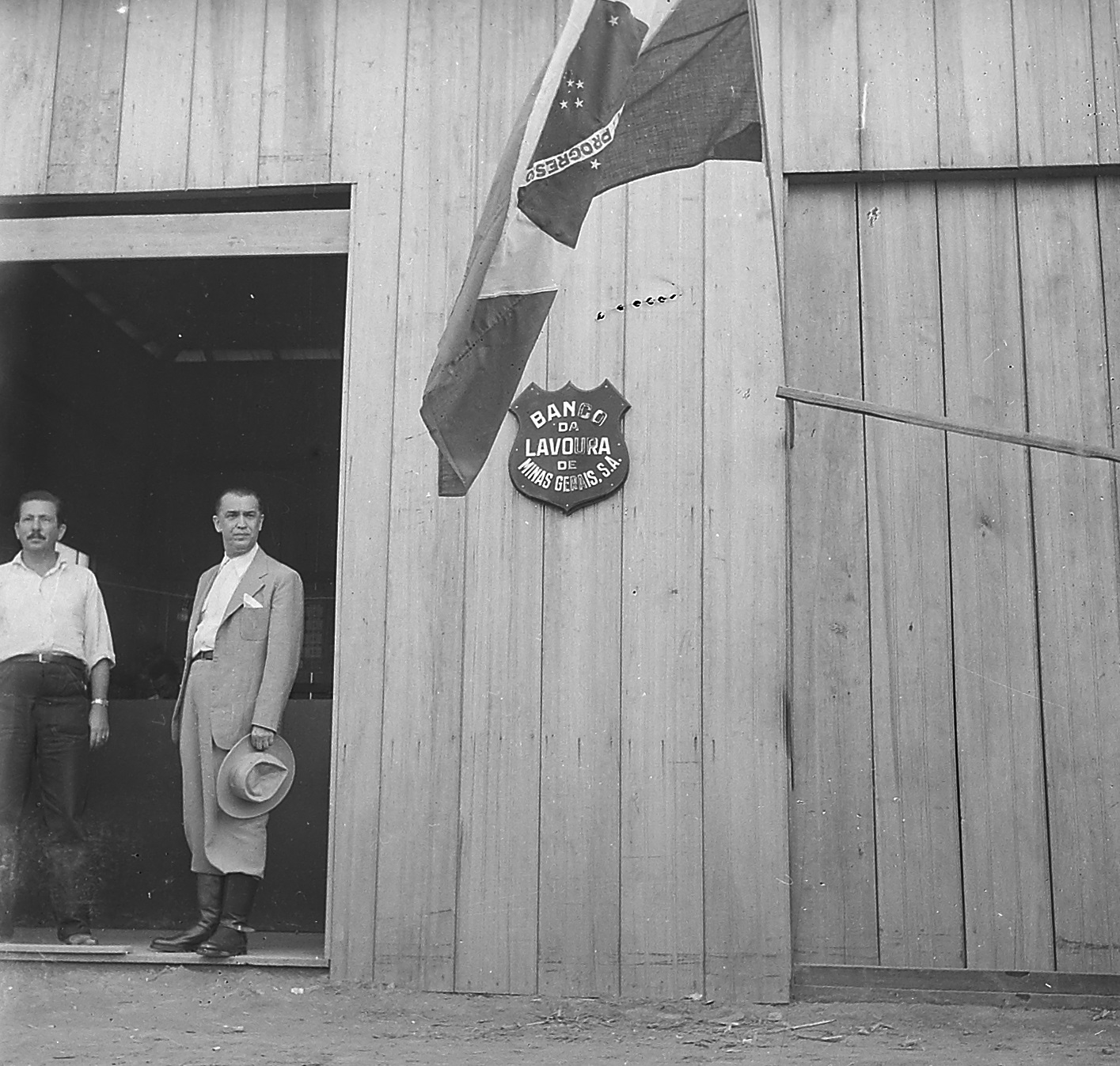
Presidente JK na sede do Banco Lavoura da Cidade Livre, um dos Locais em que Pe. Roque usava para celebrar missas antes da construção da primeira Igreja de São João Bosco

Ordenado Padre em 08 de dezembro de 1947. Foi indicado para Bagé, Rio Grande do Sul, como professor e orientador educacional, onde permaneceu por dois anos. Entre 1950 e 1956, já como pároco, padre Roque esteve em Jaciguá – ES (primeira cidade em que assumiu a função) próximo a sua cidade natal, em Araxá – MG e Vitória – ES, de onde foi enviado para o Ateneu Dom Bosco de Goiânia – GO.

### Missão em Brasília
Os Salesianos já estavam presentes no acampamento da Novacap, representados na figura do padre Oswaldo Sergio Lobo, natural do interior de Goiás que atendia às demandas religiosas e sociais. Porém, com o crescimento vertiginoso da população local, Dom Fernando (Bispo de Goiânia) designou padre Roque para se fixar em Brasília e auxiliar Pe. Oswaldo.
Relatos apontam que o Pe. Roque chegou em Brasília em 18 de abril de 1957 e foi o primeiro pároco, ele se alojou no Hotel Dom Bosco  Onde permaneceu até a conclusão da Igreja em madeira Dom Bosco, a primeira instalada na Cidade Livre.
A obra demorou 51 dias para ser finalizada. A Igreja Dom Bosco foi inaugurada em 1º de dezembro e se tornou ponto de convergência das famílias católicas de Brasília. Antes da inauguração, padre Roque atendia seus fiéis: na porta do hotel onde morou, na frente da obra da igreja; as missas eram realizadas no cineteatro e no Banco da Lavoura de Minas Gerais - o importante era reunir a comunidade.

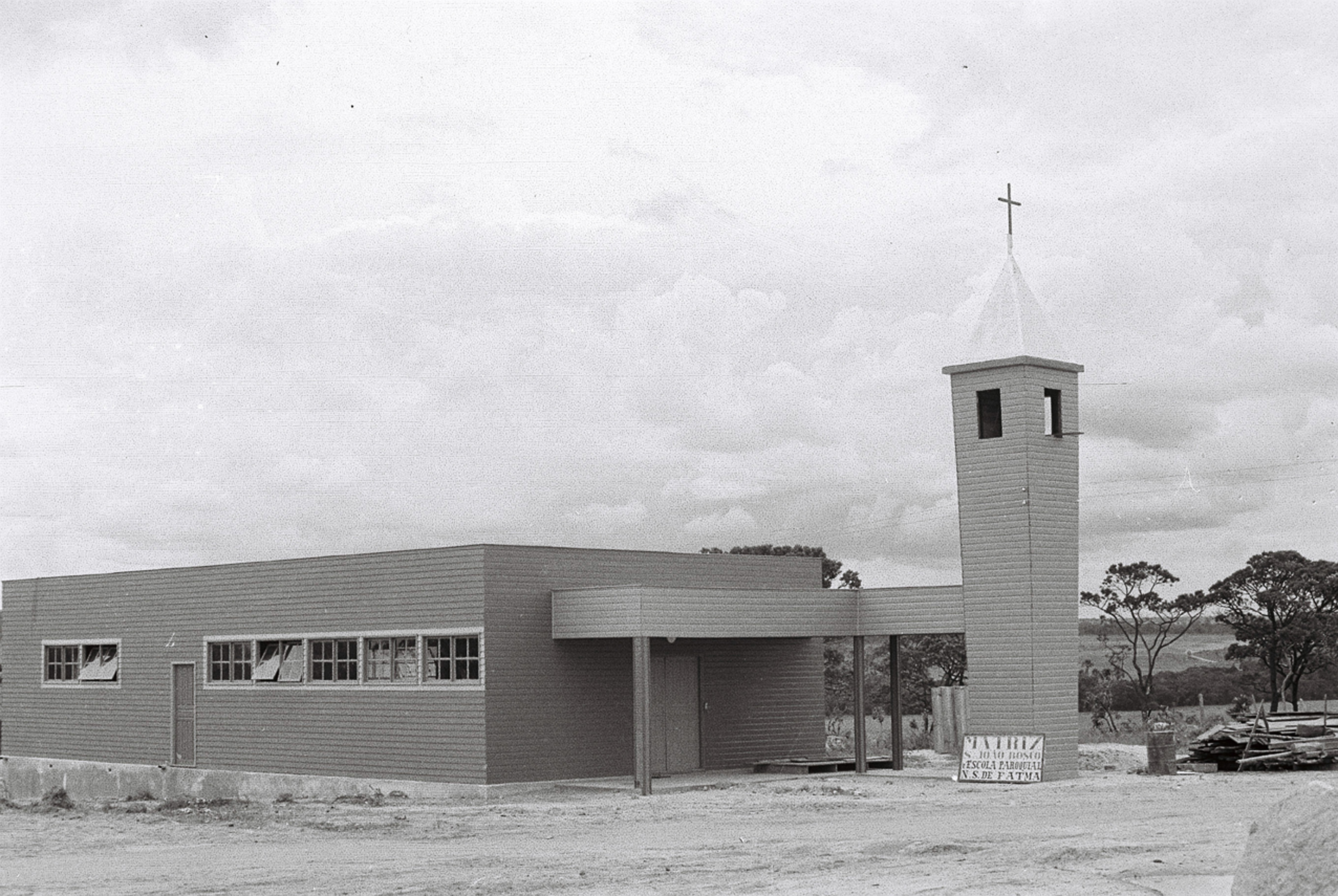
Igreja Dom João Bosco - Cidade Livre - 1957 [Mário Fontenelle

Além da missão evangelizadora, padre Roque tinha outra vocação: ensinar. Entre 1958 e 1961 lecionou para alunos da 7 série ao 3 ano do Colégio Dom Bosco da Cidade Livre e fez questão de construir a escola catequética ao lado da igreja em madeira.
Pe. Roque tinha uma personalidade e voz fortes. Ele nunca se atrasava e não admitia atrasos. Era conservador com as normas da igreja, tendia a uma sinceridade quase agressiva, mas não poupava um sorriso ou uma orientação religiosa; recebia a todos, sem distinção de classes. Quando passava dirigindo seu jipe, a mão direita ia no volante e a esquerda erguida cumprimentando os moradores. Essas características faziam dele uma pessoa admirada por todos. Suas posições iam além dos muros da igreja e os fiéis viam nele uma liderança e um amigo; não havia domingo sem convite para um churrasco ou almoço junto à família de amigos.  A construção da igreja de alvenaria também foi feita por sua iniciativa. A igreja definitiva foi edificada no mesmo local da antiga e está de pé desde 1972 até hoje no Núcleo Bandeirante.

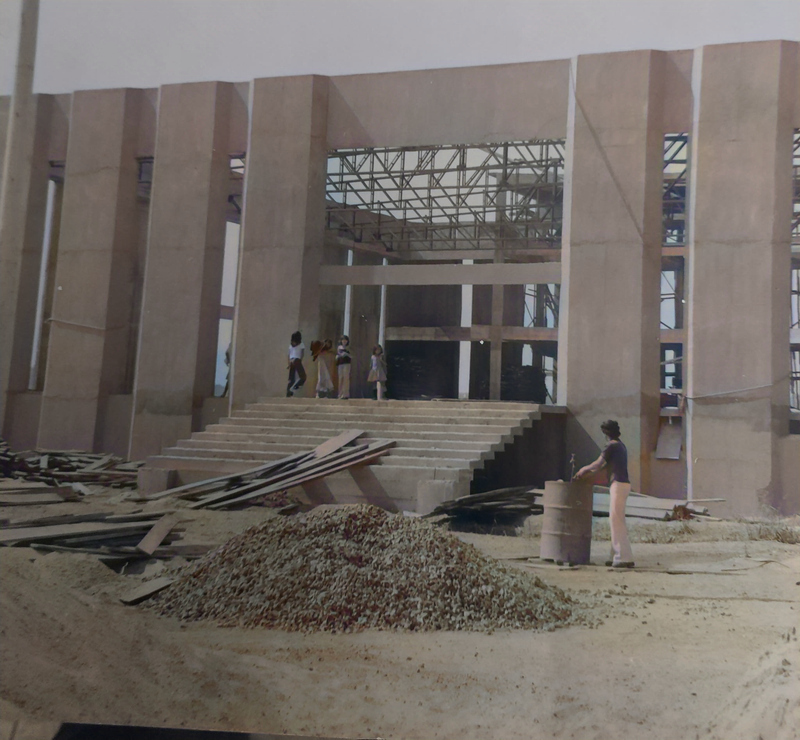
Construção da igreja em meados da década de 70

Pe. Roque exerceu 47 anos de sacerdócio, 37 em Brasília. Entre os religiosos, o padre era tido como um ecumênico: escutava e conversava com todos os dirigentes religiosos da cidade, sempre manteve o diálogo aberto e respeitoso, era um interlocutor e pacificador.

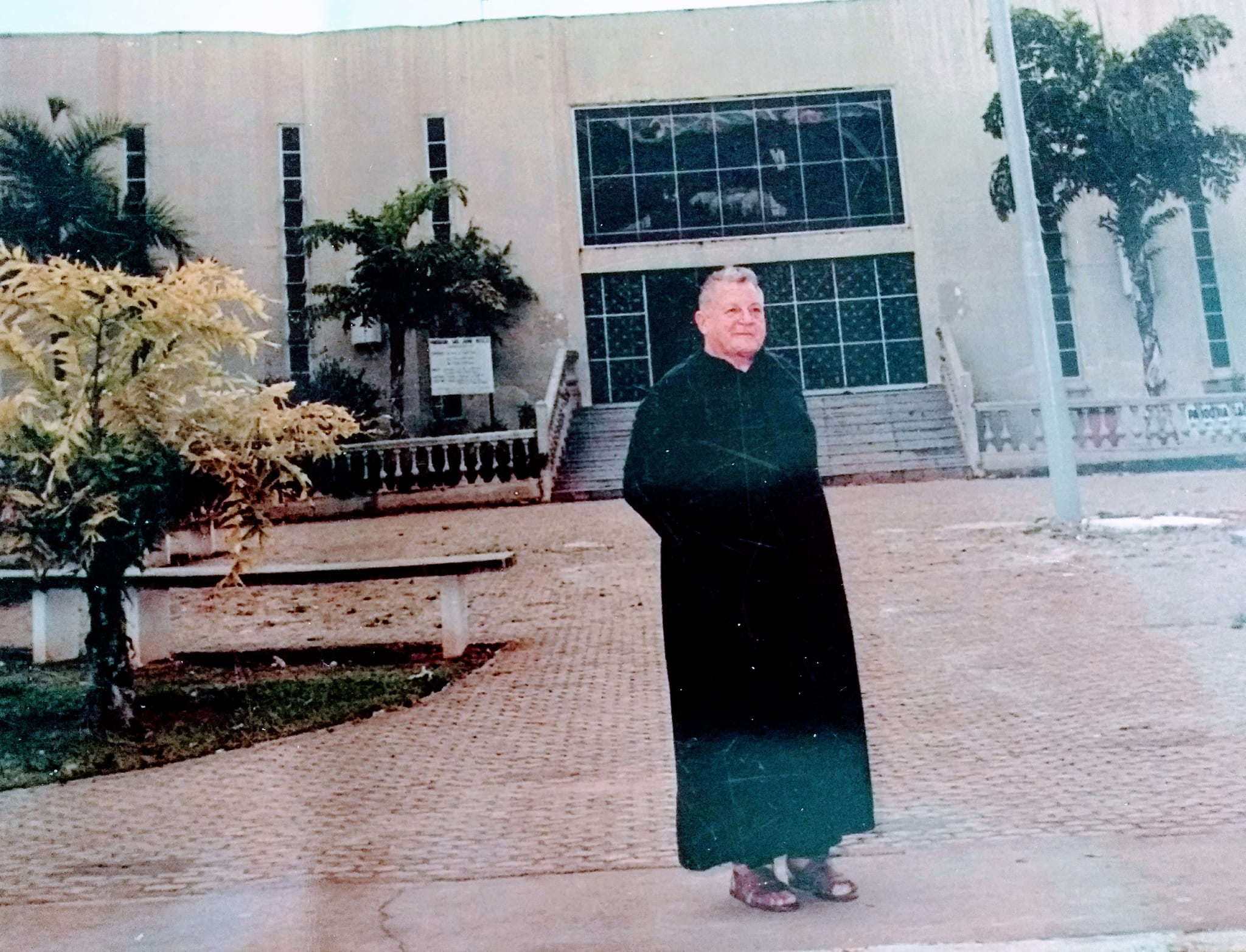
Padre Roque Valiat, ao fundo a Paróquia São João Bosco

No final de 1993, já bastante cansado, manchas de sangue aparecem em suas roupas e ele só concordou em internar para tratamento e exames em fevereiro de 1994. O diagnóstico foi desanimador: um tumor cancerígeno no cérebro e uma expectativa de vida máxima de três meses. Neste mesmo ano que Padre Rubens começou a desempenhar sua função na paróquia Dom Bosco.
A comunidade se uniu em orações diárias do terço, corrente catequética, vigília e visitas ao padre para o atendimento de confissões (uma das atividades que ele mais gostava de realizar). O padre também recebeu a unção dos enfermos várias vezes de outros padres da igreja neste período.

### Morte
Padre Roque faleceu em 15 de julho de 1994, em decorrência do câncer. Seu enterro e velório foram acompanhados por mais de dez mil pessoas. O caixão saiu da Igreja Dom Bosco no Núcleo Bandeirante em cima do carro de bombeiros e foi seguido em carreata por vários bairros até altura da Vila Telebrasília, de onde retornou para a Igreja onde foi sepultado.

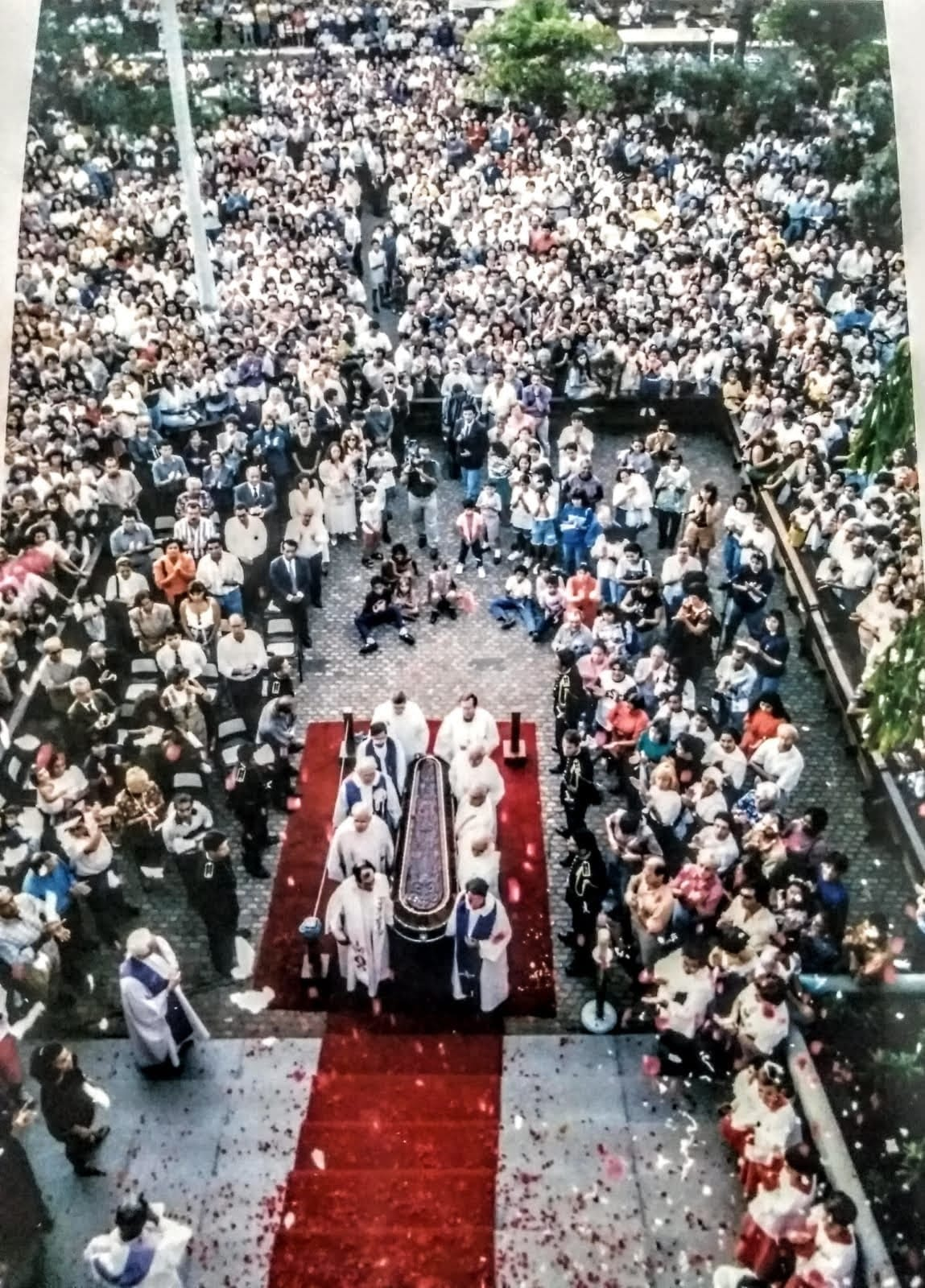
Enterro Padre Roque, Núcleo Bandeirante Julho de 1994

A comoção por seu falecimento foi notória: o comércio da região fechou as portas em sinal de respeito e o Governador do Distrito Federal, Joaquim Roriz, decretou luto oficial de três dias. A missa de despedida foi celebrada por Dom Alberto Tavera e outros 63 padres.
O Sepultamento aconteceu às 18:00, seu corpo foi enterrado junto à igreja que ajudou a construir, conforme era seu desejo e a comoção tomou conta da cidade. Fiéis e amigos choravam, davam testemunhos de seus momentos de fé e amizade com Pe. Roque e consolavam-se mutuamente na dor de ter perdido muito mais que um líder na fé, mas um irmão de luta na construção de Brasília.